# Fishes of the World
Fishes of the World – książka autorstwa Josepha S. Nelsona, stanowiąca standardowe odniesienie – źródło informacji – o systematyce ryb. Pierwsza edycja, wydana przez Wiley-Interscience w Nowym Jorku, ukazała się w 1976. Kolejne edycje wydane zostały przez wydawnictwo John Wiley & Sons: druga w 1984, trzecia w 1994 i ostatnia wydana za życia Nelsona, w marcu 2006 roku.

## Edycje 1–4
Książkę rozpoczyna wprowadzenie do ichtiologii i ogólna charakterystyka ryb (bioróżnorodność, liczebność taksonów, biogeografia, różnorodność siedlisk i znaczenie gospodarcze). Praca zawiera opisy wszystkich wyższych znanych taksonów ryb współcześnie żyjących, do poziomu rodziny, a dla rodzin licznych w gatunki również podrodziny i plemienia. Krótko wspomniane zostały również taksony znane z zapisu kopalnego. Autor zebrał najistotniejsze informacje o każdym z omawianych taksonów: zasięg występowania, zajmowane środowisko, charakterystyczne cechy budowy oraz liczbę znanych gatunków. Opisy większości rodzin wzbogacone zostały rysunkiem obrazującym zarys ciała. Ważniejsze rodzaje i gatunki zostały wymienione, a złożoność wyższych taksonów zwięźle opisana, z wieloma odniesieniami do trudnych punktów.
W czwartej edycji autor uwzględnił szeroko stosowane analizy DNA, zmieniające wiele wcześniejszych klasyfikacji.

## Kontynuacja
W maju 2016 John Wiley & Sons wydał piątą edycję Fishes of the World. Autorami kolejnej edycji książki są (obok wymienionego na pierwszym miejscu Josepha S. Nelsona) Terry C. Grande i Mark V. H. Wilson. 